# Le Jour de vérité
Pour plus de détails, voir Fiche technique et Distribution.
Le Jour de vérité (en allemand : Tag der Wahrheit) est un téléfilm franco-germano-autrichien réalisé par Anna Justice et diffusé en 8 janvier 2015 sur Arte. Il s'agit d'une fiction sur le risque terroriste dans une centrale nucléaire du Haut-Rhin, faisant référence à celle de Fessenheim.
C'est le premier volet du programme « Tandem », projet de création de fictions télévisées franco-allemande lancé par Arte en 2014, qui vise à combler le vide en la matière et à concurrencer à terme les productions nord-américaines. Le deuxième volet s'intéresse au stockage profond des déchets nucléaires dans une comédie française intitulée Mon cher petit village réalisée par Gabriel Le Bomin.

## Fiche technique
| - Titre : Le Jour de vérité - Titre à l'international : - Réalisation : Anna Justice - Scénario : Johannes Betz et Jochen Bitzer - Image : Adrian Cranage - Montage : - Musique originale : Julian Maas et Christoph Kaiser | - Producteurs : Alexandra Kordes et Meike Kordes - Production : Arte France, SWR, Nelka Films, TV5 Monde, Kordes & Kordes Films - Année de production : 2015 - Pays d'origine : France, Allemagne, Autriche - Langue : allemand et français - Durée : 90 minutes - Dates de diffusion : 8 janvier 2015 (France) |

## Distribution
- Vicky Krieps : Marie Hoffmann
- Florian Lukas : David Kollwein
- Benjamin Sadler : Jean-Luc Laboetie
- Patrick Hastert : Erich Dubois
- Ercan Durmaz : Cem Özer
- Nico Rogner : Daniel Seigner
- Hary Prinz : Angermann
- Laurent Stocker : Claude Rousselot
- Christoph Moosbrugger : Bernard Feyermann
- Peter Benedict : Leppert
- Georges Claisse : Claisse
- Jean-Christophe Nigon : Dubois
- Jochen Hägele (en) : Wieczorek
- Philippe Jacq : Maurice
- Thorsten Schröder :